# Deparia viridifrons
Deparia viridifrons är en majbräkenväxtart som först beskrevs av Mak., och fick sitt nu gällande namn av Masahiro Kato. Deparia viridifrons ingår i släktet Deparia och familjen Athyriaceae. Inga underarter finns listade.